# 19 Naughty III
19 Naughty III è il terzo album del gruppo hip hop statunitense Naughty by Nature, pubblicato nel 1993 dalla Tommy Boy Records.

## Distribuzione
Il disco è pubblicato in tutto il mondo nel 1993. Negli Stati Uniti, in Brasile (con Warner Elektra Atlantic), in Indonesia e in Germania (con EastWest Records) è venduto da Tommy Boy, In Italia da Flying Records, in Canada da ISBA, in Francia da Fnac Music, in Giappone da Sony Records, nel Regno Unito da Big Life, in Belgio, Paesi Bassi e Lussemburgo da Indisc, in Australia da Liberation Records, in Danimarca da Mega Records e in Polonia da Poker Sound. 19 Naughty III approda nel mercato russo quattro anni più tardi, distribuito da Music World e ГОБЛИН Records.
| Recensione                    | Giudizio |
| ----------------------------- | -------- |
| AllMusic                      | [ 1 ]    |
| Entertainment Weekly          | A-       |
| Robert Christgau              | taglio   |
| The Rolling Stone Album Guide | [ 6 ]    |
| Rolling Stone                 | [ 7 ]    |
| Q                             | [ 8 ]    |
| The Source                    | [ 8 ]    |

## Tracce
1. 19 Naughty III – 4:42
2. Hip Hop Hooray (feat. Queen Latifah) – 4:26
3. Ready for Dem (feat. Heavy D) – 4:06
4. Take It To Ya Face – 3:18
5. Daddy Was a Street Corner – 4:21
6. The Hood Comes First – 3:36
7. The Only Ones – 3:18 (musica: S.I.D. Reynolds)
8. It's On – 5:03 (musica: S.I.D. Reynolds)
9. Cruddy Clique – 2:43
10. Knock Em Out da Box (feat. Rottin Razkals) – 2:09
11. Hot Potato (feat. Freddie Foxxx) – 5:00
12. Sleepin' on Jersey (feat. Queen Latifah) – 2:51
13. Written On Ya Kitten – 4:21
14. Sleepwalkin' II / Shout Outs – 7:47

## Classifiche

### Classifiche settimanali
| Classifica (1993)         | Posizione massima |
| ------------------------- | ----------------- |
| Stati Uniti               | 3                 |
| US Top R&B/Hip-Hop Albums | 1                 |

### Classifiche di fine anno
| Classifica (1993)         | Posizione massima |
| ------------------------- | ----------------- |
| Stati Uniti               | 67                |
| US Top R&B/Hip-Hop Albums | 13                |